# Giro d'Italia 1922
Il Giro d'Italia 1922, decima edizione della "Corsa Rosa", si svolse in dieci tappe dal 24 maggio all'11 giugno 1922, per un percorso totale di 3095,5 km. Fu vinto dall'italiano Giovanni Brunero. Su 75 partenti, arrivarono al traguardo finale 15 corridori.
Nel 1922 La Gazzetta dello Sport depositò il marchio "Giro d'Italia" alla Regia Prefettura di Milano. La corsa fu decisa dal ritiro delle due principali squadre, la Maino e la Bianchi dei capitani Girardengo e Belloni, che lasciarono senza rivali Giovanni Brunero della Legnano, vincitore finale. Quest'ultimo nella prima tappa, da Milano a Padova, sostituì irregolarmente una ruota arrivando al traguardo con 15 minuti di vantaggio. La giuria lo squalificò, permettendogli però di partecipare sub judice alla seconda tappa, in attesa della decisione finale della Unione Velocipedista Italiana. Questa lo riammise, con una penalizzazione di 25 minuti, causando così il ritiro per protesta delle due squadre e lasciando lo stesso Brunero senza più avversari pericolosi. A Firenze, al termine della settima tappa, Brunero scalzò Bartolomeo Aymo dalla testa della classifica e mantenne il primato fino al termine della corsa.

## Tappe
| Tappa  | Data      | Percorso                          | km      | Vincitore di tappa  | Leader cl. generale |
| ------ | --------- | --------------------------------- | ------- | ------------------- | ------------------- |
| 1ª     | 24 maggio | Milano > Padova                   | 326,1   | Gaetano Belloni     | Gaetano Belloni     |
| 2ª     | 26 maggio | Padova > Portorose                | 268     | Costante Girardengo | Gaetano Belloni     |
| 3ª     | 28 maggio | Portorose > Bologna               | 375,6   | Gaetano Belloni     | Gaetano Belloni     |
| 4ª     | 30 maggio | Bologna > Pescara                 | 367,1   | Alfredo Sivocci     | Bartolomeo Aymo     |
| 5ª     | 1º giugno | Pescara > Napoli                  | 267,1   | Bartolomeo Aymo     | Bartolomeo Aymo     |
| 6ª     | 3 giugno  | Napoli > Roma                     | 254,3   | Pietro Linari       | Bartolomeo Aymo     |
| 7ª     | 5 giugno  | Roma > Firenze                    | 319     | Giovanni Brunero    | Giovanni Brunero    |
| 8ª     | 7 giugno  | Firenze > Santa Margherita Ligure | 292,4   | Luigi Annoni        | Giovanni Brunero    |
| 9ª     | 9 giugno  | Genova > Torino                   | 277,4   | Bartolomeo Aymo     | Giovanni Brunero    |
| 10ª    | 11 giugno | Torino > Milano                   | 348,5   | Giovanni Brunero    | Giovanni Brunero    |
| Totale | Totale    | Totale                            | 3 095,5 |                     |                     |

## Dettagli delle tappe

### 1ª tappa
- 24 maggio: Milano > Padova – 326,1 km

Risultati
| Pos. | Corridore        | Squadra | Tempo     |
| ---- | ---------------- | ------- | --------- |
| 1    | Giovanni Brunero | Legnano | 12h37'17" |
| 2    | Gaetano Belloni  | Bianchi | a 15'43"  |
| 3    | Michele Gordini  | Bianchi | s.t.      |

### 2ª tappa
- 26 maggio: Padova > Portorose – 268 km

Risultati
| Pos. | Corridore           | Squadra | Tempo    |
| ---- | ------------------- | ------- | -------- |
| 1    | Costante Girardengo | Bianchi | 9h51'45" |
| 2    | Giuseppe Azzini     | Maino   | s.t.     |
| 3    | Giovanni Brunero    | Legnano | s.t.     |

### 3ª tappa
- 28 maggio: Portorose > Bologna – 375,6 km

Risultati
| Pos. | Corridore           | Squadra | Tempo     |
| ---- | ------------------- | ------- | --------- |
| 1    | Gaetano Belloni     | Bianchi | 14h30'35" |
| 2    | Costante Girardengo | Bianchi | s.t.      |
| 3    | Federico Gay        | Bianchi | s.t.      |

### 4ª tappa
- 30 maggio: Bologna > Pescara – 367,1 km

Risultati
| Pos. | Corridore       | Squadra | Tempo     |
| ---- | --------------- | ------- | --------- |
| 1    | Alfredo Sivocci | Legnano | 12h17'55" |
| 2    | Pietro Linari   | Legnano | s.t.      |
| 3    | Luigi Annoni    | Legnano | s.t.      |

### 5ª tappa
- 1º giugno: Pescara > Napoli – 267,1 km

Risultati
| Pos. | Corridore        | Squadra | Tempo     |
| ---- | ---------------- | ------- | --------- |
| 1    | Bartolomeo Aymo  | Legnano | 10h58'17" |
| 2    | Giovanni Brunero | Legnano | s.t.      |
| 3    | Pietro Linari    | Legnano | a 15'43"  |

### 6ª tappa
- 3 giugno: Napoli > Roma – 254,3 km

Risultati
| Pos. | Corridore       | Squadra | Tempo     |
| ---- | --------------- | ------- | --------- |
| 1    | Pietro Linari   | Legnano | 10h33'22" |
| 2    | Alfredo Sivocci | Legnano | s.t.      |
| 3    | Luigi Annoni    | Legnano | a 3"      |

### 7ª tappa
- 5 giugno: Roma > Firenze – 319 km

Risultati
| Pos. | Corridore        | Squadra | Tempo     |
| ---- | ---------------- | ------- | --------- |
| 1    | Giovanni Brunero | Legnano | 12h39'17" |
| 2    | Bartolomeo Aymo  | Legnano | a 3'58"   |
| 3    | Giuseppe Enrici  | Legnano | a 7'14"   |

### 8ª tappa
- 7 giugno: Firenze > Santa Margherita Ligure – 292,4 km

Risultati
| Pos. | Corridore        | Squadra | Tempo     |
| ---- | ---------------- | ------- | --------- |
| 1    | Luigi Annoni     | Legnano | 11h38'27" |
| 2    | Giovanni Brunero | Legnano | a 3'58"   |
| 3    | Giuseppe Enrici  | Legnano | a 7'14"   |

### 9ª tappa
- 9 giugno: Genova > Torino – 277,4 km

Risultati
| Pos. | Corridore        | Squadra | Tempo     |
| ---- | ---------------- | ------- | --------- |
| 1    | Bartolomeo Aymo  | Legnano | 10h23'19" |
| 2    | Giovanni Brunero | Legnano | a 22"     |
| 3    | Alfredo Sivocci  | Legnano | a 2'41"   |

### 10ª tappa
- 11 giugno: Torino > Milano – 348,5 km

Risultati
| Pos. | Corridore        | Squadra | Tempo     |
| ---- | ---------------- | ------- | --------- |
| 1    | Giovanni Brunero | Legnano | 13h57'31" |
| 2    | Bartolomeo Aymo  | Legnano | a 5'58"   |
| 3    | Alfredo Sivocci  | Legnano | a 15'23"  |

## Classifiche finali

### Classifica generale
| Pos. | Corridore          | Squadra      | Tempo       |
| ---- | ------------------ | ------------ | ----------- |
| 1    | Giovanni Brunero   | Legnano      | 119h43'00"  |
| 2    | Bartolomeo Aymo    | Legnano      | a 12'29"    |
| 3    | Giuseppe Enrici    | Legnano      | a 1h35'33"  |
| 4    | Alfredo Sivocci    | Legnano      | a 1h52'13"  |
| 5    | Domenico Schierano | Lygie        | a 4h17'42"  |
| 6    | Pietro Aymo        | Legnano      | a 5h28'58"  |
| 7    | Paride Ferrari     | Peugeot      | a 6h14'55"  |
| 8    | Nicola Di Biase    | Indipendente | a 8h39'36"  |
| 9    | Romolo Lazzaretti  | Indipendente | a 10h28'45" |
| 10   | Dino Bertolino     | Indipendente | a 10h59'00" |